# ألبرتو كاستيلو
ألبرتو كاستيلو هو لاعب كرة قاعدة كوبي، ولد في 5 يوليو 1975 في هافانا في كوبا.

## وصلات خارجية
- ألبرتو كاستيلو على موقع دوري كرة القاعدة الرئيسي (الإنجليزية)
- ألبرتو كاستيلو على موقعبيزبول رفرنس.كوم (الدوري الرئيسي) (الإنجليزية)
- ألبرتو كاستيلو على موقعبيزبول رفرنس.كوم (الدوري الثانوي) (الإنجليزية)
- ألبرتو كاستيلو على موقع إي إس بي إن.كوم (أم.أل.بي) (الإنجليزية)
- ألبرتو كاستيلو على موقع مشجعي الرسوم البيانية (الإنجليزية)